# Lista gościnnych muzyków Ayreon
Lista wykonawców zaproszonych do wzięcia udziału projekcie muzycznym Arjena Lucassena Ayreon. Lista nie uwzględnia samego Arjena, który na każdym albumie Ayreon śpiewał i grał na różnych instrumentach.

## Wokaliści
| Wokalista/Wokalistka   | Zespół                                       | Album Ayreon                                                                           |
| ---------------------- | -------------------------------------------- | -------------------------------------------------------------------------------------- |
| Andi Deris             | Helloween                                    | Flight of the Migrator                                                                 |
| Anneke van Giersbergen | ex-The Gathering, Agua De Annique            | Into the Electric Castle, 01011001                                                     |
| Astrid van der Veen    | theEndorphins, Ambeon                        | The Final Experiment (Bonus disc), Ayreonauts Only                                     |
| Barry Hay              | Golden Earring                               | The Final Experiment                                                                   |
| Bob Catley             | Magnum                                       | 01011001                                                                               |
| Bruce Dickinson        | Iron Maiden                                  | Flight of the Migrator                                                                 |
| Damian Wilson          | ex-Rick Wakeman, Threshold, Landmarq         | Into the Electric Castle, The Dream Sequencer, Flight of the Migrator, Ayreonauts Only |
| Daniel Gildenlöw       | Pain of Salvation                            | 01011001                                                                               |
| Debby Schreuder        |                                              | The Final Experiment                                                                   |
| Devin Townsend         | Strapping Young Lad, The Devin Townsend Band | The Human Equation                                                                     |
| Devon Graves           | Deadsoul Tribe                               | The Human Equation                                                                     |
| Edward Reekers         | ex-Kayak                                     | The Final Experiment, Actual Fantasy, Into the Electric Castle, The Dream Sequencer    |
| Edwin Balogh           | ex-Omega                                     | Into the Electric Castle                                                               |
| Eric Clayton           | Saviour Machine                              | The Human Equation                                                                     |
| Esther Ladiges         |                                              | The Final Experiment (Bonus disc)                                                      |
| Fabio Lione            | Rhapsody of Fire                             | Flight of the Migrator                                                                 |
| Fish                   | ex-Marillion                                 | Into the Electric Castle                                                               |
| Floor Jansen           | After Forever, Nightwish                     | The Dream Sequencer, 01011001                                                          |
| Gary Hughes            | Ten                                          | Ayreonauts Only                                                                        |
| George Oosthoek        | Orphanage                                    | Into the Electric Castle                                                               |
| Hansi Kürsch           | Blind Guardian                               | 01011001                                                                               |
| Heather Findlay        | Mostly Autumn                                | The Human Equation                                                                     |
| Ian Parry              | Elegy                                        | The Final Experiment, Flight of the Migrator, Ayreonauts Only                          |
| Irene Jansen           | ex-Karma                                     | The Final Experiment (Bonus disc), The Human Equation                                  |
| Jacqueline Govaert     | Krezip                                       | The Dream Sequencer                                                                    |
| James LaBrie           | Dream Theater                                | The Human Equation                                                                     |
| Jan Chris de Koeijer   | Gorefest                                     | The Final Experiment                                                                   |
| Jasper Steverlinck     | Arid                                         | Timeline                                                                               |
| Jay van Feggelen       | ex-Bodine                                    | The Final Experiment, Into the Electric Castle                                         |
| Johan Edlund           | Tiamat, Lucyfire                             | The Dream Sequencer                                                                    |
| John JayCee Cuijpers   | Parris                                       | The Final Experiment (Bonus disc)                                                      |
| Jørn Lande             | ex-Masterplan, ARK                           | 01011001                                                                               |
| Jonas Renkse           | Katatonia                                    | 01011001                                                                               |
| Lana Lane              |                                              | The Dream Sequencer, Flight of the Migrator, Ayreonauts Only                           |
| Leon Goewie            | Vengeance                                    | The Final Experiment, Ayreonauts Only                                                  |
| Liselotte Hegt         | Dial                                         | 01011001                                                                               |
| Lucie Hillen           |                                              | The Final Experiment                                                                   |
| Magali Luyten          | Beautiful Sin, Virus IV                      | 01011001                                                                               |
| Magnus Ekwall          | The Quill                                    | The Human Equation                                                                     |
| Marcela Bovio          | ex-Hydra, Elfonía, Stream of Passion         | The Final Experiment (Bonus disc), The Human Equation                                  |
| Mark McCrite           | Rocket Scientists                            | The Dream Sequencer                                                                    |
| Marjan Welman          | Elister, Autumn                              | 01011001                                                                               |
| Mikael Åkerfeldt       | Opeth, Bloodbath                             | The Human Equation                                                                     |
| Mike Baker             | Shadow Gallery                               | The Human Equation                                                                     |
| Mirjam van Doorn       |                                              | The Final Experiment                                                                   |
| Mouse                  | Tuesday Child                                | The Dream Sequencer, Ayreonauts Only                                                   |
| Neal Morse             | ex-Spock’s Beard                             | The Dream Sequencer                                                                    |
| Okkie Huysdens         |                                              | Actual Fantasy                                                                         |
| Peter Daltrey          | ex-Kaleidoscope                              | The Final Experiment (Bonus disc), Into the Electric Castle                            |
| Phideaux Xavier        |                                              | 01011001                                                                               |
| Ralf Scheepers         | Primal Fear                                  | Flight of the Migrator                                                                 |
| Robby Valentine        | Valentine                                    | The Final Experiment (Bonus disc)                                                      |
| Robert Soeterboek      | Wicked Sensation                             | The Final Experiment, Actual Fantasy, Flight of the Migrator, Ayreonauts Only          |
| Robert Westerholt      | Within Temptation                            | Into the Electric Castle                                                               |
| Rodney Blaze           |                                              | The Final Experiment (Bonus disc)                                                      |
| Russell Allen          | Symphony X                                   | Flight of the Migrator                                                                 |
| Ruud Houweling         | Cloudmachine                                 | The Final Experiment, The Final Experiment (Bonus disc)                                |
| Sharon den Adel        | Within Temptation                            | Into the Electric Castle                                                               |
| Simone Simons          | Epica                                        | 01011001                                                                               |
| Steve Lee              | Gotthard                                     | 01011001                                                                               |
| Timo Kotipelto         | Stratovarius                                 | Flight of the Migrator                                                                 |
| Tobias Sammet          | Edguy, Avantasia                             | Elected                                                                                |
| Tom S. Englund         | Evergrey                                     | 01011001                                                                               |
| Ty Tabor               | King’s X                                     | 01011001                                                                               |
| Wudstik                |                                              | 01011001                                                                               |

## Gitarzyści
- Gary Wehrkamp (Shadow Gallery)
- Jan Somers (Vengeance)
- Lori Linstruth
- Michael Romeo (Symphony X)
- Oscar Holleman (ex-Vengeance)
- Peer Verschuren (ex-Vengeance)
- Rheno Xeros (ex-Bodine)
- Ruud Houweling (Cloudmachine)
- Devin Townsend (Strapping Young Lad / Devin Townsend Band)

## Basiści
- Armand van der Hoff (ex-Bodine)
- Jan Bijlsma (ex-Vengeance)
- Jolanda Verduijn
- Peter Vink (ex-Finch)
- Rheno Xeros (ex-Bodine)
- Walter Latupeirissa (Snowy White)

## Fleciści
- Barry Hay (Golden Earring)
- Ewa Albering (ex-Quidam)
- Jeroen Goossens (ex-Pater Moeskroen)
- John McManus (Celtus)
- Thijs van Leer (Focus)

## Didgeridoo
- Jeroen Goossens

## Klawiszowcy
- Cleem Determeijer (ex-Finch)
- Clive Nolan (Arena)
- Erik Norlander (Rocket Scientists, Erik Norlander)
- Gary Wehrkamp (Shadow Gallery)
- Derek Sherinian (Planet X, ex-Dream Theater)
- Jens Johansson (Stratovarius)
- Joost van den Broek (After Forever)
- Keiko Kumagai (Ars Nova)
- Ken Hensley (ex-Uriah Heep)
- Martin Orford (IQ, Jadis)
- Oliver Wakeman
- René Merkelbach
- Robby Valentine (Valentine)
- Roland Bakker (ex-Vengeance)
- Thomas Bodin (The Flower Kings)
- Ton Scherpenzeel (Kayak)

## Sitar
- Jack Pisters

## Wiolonczeliści
- Dewi Kerstens
- Marieke van der Heyden
- Taco Kooistra

## Perkusiści
- Ed Warby (Gorefest)
- Ernst van Ee (Trenody)
- Gerard Haitsma (ex-Bodine)
- John Snels (ex-Vengeance)
- Matt Oligschlager (ex-Vengeance)
- Rob Snijders (ex-Celestial Season, Agua De Annique)
- Stephen van Haestregt (ex-Within Temptation)

## Skrzypkowie
- Ernö Olah (Metropole Orchestra)
- Pat McManus (Celtus)
- Robert Baba